# سیارک ۲۰۲۵۹
سیارک ۲۰۲۵۹ (به انگلیسی: 20259 Alanhoffman، نامگذاری:1998FV10) بیست هزار و دویست و پنجاه و نهمین سیارک کشف شده‌است که در ۲۴ مارس ۱۹۹۸ کشف شد.
قدر مطلق سیارک برابر ۱۳٫۵ است.